# Dziedzickia stuckenbergorum
Dziedzickia stuckenbergorum är en tvåvingeart som beskrevs av Loïc Matile 1992. Dziedzickia stuckenbergorum ingår i släktet Dziedzickia och familjen svampmyggor. Inga underarter finns listade i Catalogue of Life.